# Cartas cruzadas
Cartas cruzadas es una novela escrita por Markus Zusak publicada en 2002. Su título original es “The Messenger”. Ganó el premio "Children's Book Council" de Australia en el año 2003. The Messenger fue editado en los Estados Unidos bajo el nombre de "I Am the Messenger". Está narrado desde la perspectiva de Ed Kennedy, el protagonista durante todo el libro. Ed trabaja como taxista, aunque es menor de edad.  Ed está enamorado de su mejor amiga Audrey,  quien  parece no sentir lo mismo por él.

## Argumento
La verdadera trama comienza cuando Ed está esperando en la cola del banco mientras se lleva a cabo un robo. Accidentalmente frustra la fuga de los ladrones y así se convierte en un héroe.  Poco después, encuentra en su buzón un as de diamantes; pero no sabe quien es el remitente. Sobre el as se encuentran escritas tres direcciones y unos horarios. Estos representan una serie de tareas que debe completar Ed.
Sus tareas son las siguientes:
1. Salvar a una mujer a la que su esposo viola casi todas las noches.
2. Hacer compañía a una anciana.
3. Ayudar a conseguir que una adolescente tenga más confianza en sí misma y tome el control sobre su vida.

A lo largo del libro, Ed recibe más cartas que corresponden a los siguientes ases y, además, un joker. Cada carta contiene diferentes tareas que con frecuencia se encuentran en forma de una pista o encriptadas en relación a la persona a la que debe ayudar o el lugar en que debe hacerlo.  En la penúltima carta, recibe una lista con títulos de películas y al descifrarlo, se da cuenta de que corresponden a cada uno de sus tres mejores amigos.
Algunas de sus tareas son: ir a una iglesia que necesita una congregación, decirle a su madre que acepta a su nuevo novio, visitar un cine solitario y sin clientela, ...
Finalmente recibe el joker que tiene su propia dirección. Ed se da cuenta de que no es el mensajero el que tiene que ayudar sino que es el mensaje. Esto queda reflejado perfectamente por Markus Zusak en una de las frases del libro:

## Personajes
- Ed: Es el personaje principal. Es un taxista sin mucho futuro, tiene devoción por su perro y adora el café. Su vida es pura rutina hasta que evita el atraco de un banco. En este momento es cuando recibe el primer as. Ed se convierte en el mensajero. Él elige preocuparse y hacerse camino hasta ayudar a mejorar las vidas de las personas asignadas en los ases. La pregunta que le ronda la cabeza durante todo el libro es, ¿quién está tras los mensajes?

Protect the diamonds, survive the clubs, dig deep through the spades, feel the hearts
The Messenger

## Temas
La novela se caracteriza por su tratamiento de los aspectos cotidianos. En concreto, algunos de los temas que aborda son:
- El significado y el valor de las aspiraciones. Ed comienza comparándose con personajes como Juana de Arco creyendo ser una persona mediocre y termina creyendo que los pequeños actos pueden valer tanto o más que los reconocidos mundialmente.
- El amor y el miedo a enamorarse. Esto último se ve reflejado en el personaje de Audrey.
- Las diferencias establecidas por las clases sociales.

En conclusión, Markus Zusak expresa su opinión sobre la vida mediante el personaje de Ed y todo su contexto.

## Premios
- 2006 Michael L. Printz Award Honor book
- 2006 Bulletin Blue Ribbon Book
- 2005 Publishers Weekly Best Books of the Year-Children
- 2003 Children’s Book Council of Australia Book of the Year Award
- CBCA Children's Book of the Year Award: Older Readers (2003)